# Maria Teresa de Filippis
Maria Teresa de Filippis (Nápoles, 11 de noviembre de 1926-Scanzorosciate, 9 de enero de 2016) fue una piloto italiana, una de las cinco mujeres en la historia de Fórmula 1. Debutó el 18 de mayo de 1958 y participó en cinco Grandes Premios.

## Biografía

### Infancia
María Teresa de Filippis conocida como “La Pionera”. María Teresa de Filippis ha sido la primera mujer en conducir un fórmula 1.
María Teresa de Filippis nació en Nápoles el 11 de noviembre de 1926, hija del Conde Franz un miembro de la alta aristocracia de Nápoles dueño de una empresa eléctrica que distribuía la energía para el riego de la región en la que vivían, Campania, la cual es una de las 20 regiones que forman la República Italiana con 13.670,95 km2 de superficie, lo que equivale a la superficie de Barcelona 134 veces y es la tercera más poblada del país. Así que el dinero nunca fue un problema para la familia de Filippis, en la cual todos eran amantes del automovilismo,
Cuando ella era pequeña el padre de María Teresa la llevaba a los circuitos y a medida que iba creciendo acompañaba a sus hermanos mayores, los cuales la desafiaron diciéndole que ella jamás conduciría sola un coche en una carrera de fórmula 1, al menos no para participar en una competición a la velocidad necesaria. Poco después de eso María Teresa se proclamó vencedora de su categoría y segunda del global del recorrido de 10 kilómetros desde la ciudad de Salerno hasta Cava dei Tirreni con un Fiat 500.
Gracias a esto “La Pionera” fue ganando fama en el mundo machista del automovilismo inscribiéndose en más competiciones y ganando varios premios. Al año siguiente al ganar el recorrido de Salerno hasta Cava dei Tirreni ya participaba en la categoría de sports 700cc con grandes resultados, primero con Urania y posteriormente con Giaur.
La Stella Alpina es una carrera de automovilismo vintage que se celebraba anualmente desde 1948 en los Alpes italianos. Tomaba lugar en Italia el segundo fin de semana de julio y duraba tres días. La competición era organizada por la Scuderia Trentina Storica di Trentla cual pertenecía a Enzo Siligardi un miembro del Histórico Club Del Automovilismo Italiano 
María Teresa también participó en el campeonato de sports en 1954 con un Osca 1100 quedó tercera ya que un accidente que le dejó sordera casi total en el oído izquierdo, lo que le impidió quedar campeona. Durante esos años, antes de cada competición los organizadores llamaban a María Teresa de Filippis para confirmar que iba a participar, ya que muchos pilotos se negaban a inscribirse en la competición si eso suponía que podían ser derrotados por una mujer.

### Llegada a la Fórmula 1
En 1955 saltó de categoría y se hizo con la victoria del peligroso recorrido de 40km desde Catania hasta el volcán Etna tras luchar con el gran favorito Nicola Musumeci.
María de Filippis, que se rodeaba de grandes pilotos de la fórmula 1 como Fangio (piloto de fórmula 1 argentino con 5 campeonatos del mundo, el tercero con más mundiales) o Tazio Nuvolari, ya estaba preparada para participar en carreras de fórmula 1, era solo cuestión de tiempo que lo consiguiese.
Debutando en 1958, María tuvo que costearse la compra de su propio vehículo, el Maserati 250 F que había usado su amigo Fangio el año anterior y con el que había ganado el campeonato, obviamente Fangio no tuvo que pagar por el coche el año anterior. 
Ella correría su primera carrera en abril de 1958 en el Gran Premio de Siracusa en Italia, como era muy habitual en esa época, esta prueba no puntuaba y no afectaba al campeonato. El resultado de esta carrera terminó con María Teresa en quinto puesto de 87.
En esta temporada se inscribió para participar en 5 carreras, las cuales sí puntuaban para el mundial. En uno de estos, el Gran Premio de Montecarlo, María Teresa no llegaba al tiempo mínimo en las pruebas para poder disputar la carrera. En otros dos abandonó antes de que terminase la carrera, uno de ellos en Portugal, y el más doloroso para ella en Monza (Italia) cuando a seis vueltas del final, ella iba quinta y era el único piloto italiano que seguía en pista, se le rompió el motor y tuvo que abandonar.
En el Gran Premio de Bélgica, el 15 de junio de 1958 terminó la carrera en el décimo puesto, dos vueltas por detrás del líder, y María Teresa de Filippis se convirtió en la primera mujer en finalizar un Gran Premio de fórmula 1.
El siguiente Gran Premio que tenía que disputar era el de Francia, pero en el país galo no estaban dispuestos a que una mujer corriese la carrera que organizaban. Usaron como excusa un accidente mortal que tuvo una joven compitiendo en el mismo circuito dos años antes y de esta manera consiguieron impedir la competición de María Teresa en el Gran Premio de Francia. Se llegó a afirmar que “Francia era el país donde las mujeres bellas nacían, no donde morían”. Aunque realmente los organizadores no querían impedir que María Teresa no compitiese por seguridad, sino por como era esperado, por machismo. Años después María Teresa en una entrevista reveló las palabras que le dirigió el director del Gran Premio el cual le comentó personalmente que “el único casco que una mujer debería usar es el que te ponen en la peluquería”. En ese mismo Gran Premio uno de sus amigos pilotos más cercanos y con el que había mantenido una relación sentimental años atrás, Luigi Musso, falleció a causa de un accidente al chocarse conduciendo su Ferrari. Después de estos capítulos María Teresa empezó a dudar sobre si continuar en la fórmula 1 la siguiente temporada o no. Su amigo Jean Behra le terminó convenciendo de continuar en la competición y ayudando a la fabricación del Porsche RSK adaptado a las medidas de Filippis. 
En Montecarlo, la primera carrera del mundial de la temporada 1959, María Teresa consiguió clasificarse para correr el Gran Premio ese domingo, pero antes del día de la carrera fue descalificada porque según los organizadores ella había conseguido su crono después del tiempo reglamentario. Ella no estaba de acuerdo con su descalificación y afirmó que la decisión se había tomado por intereses políticos.
El siguiente Gran Premio fue el de Avus en Alemania, en ese Gran Premio María Teresa sí clasificó para la carrera del domingo, pero Jean Behra se peleó con Enzo Ferrari el director de la escudería Ferrari con la que Jean competía y se quedó sin su vehículo para el domingo, así que acudió a María Teresa para que le dejaste su Porsche, como ella se sentía en deuda con Jean por haberle ayudado a crear su coche para esa temporada no le negó el coche. Ese domingo en la carrera con el Porsche de María Teresa de Filippis Jean Behra tuvo un accidente que le causó la muerte a sus 38 años. 
En ese momento María Teresa de Filippis estaba en crisis por la pérdida de varios amigos muy cercanos por accidentes en carreras y los consejos de su gran amigo Fangio que le recomendaba conducir con más precaución, que de joven no obedecía, pero con sus ya 33 años siendo más madura y afectada por los sucesos ocurridos la llevaron a abandonar la fórmula 1. 
Durante dos décadas no pisó ningún circuito hasta 1979 que se unió al Club Internacional de Antiguos Pilotos de Fórmula 1 y en 1997 la nombraron vicepresidenta y posteriormente presidenta de honor, cargo que ocupó hasta su fallecimiento el 8 de enero de 2016 con 89 años. Desde que dejó las carreras hasta su fallecimiento María Teresa pudo ver a cuatro mujeres más disputar un mundial de manera oficial, son pocas, pero seguramente sin ella ninguna de estas cuatro mujeres habría gozado de la oportunidad.
En 1958 condujo el coche en el que Juan Manuel Fangio había ganado el título de pilotos en 1957, participando en cuatro carreras. En la segunda de ellas se calificó a salir y llegó décima. 
No le permitieron competir en el Gran Premio de Francia porque: "El único casco que una mujer debe usar es el de la peluquería."
En 1959 se le ofreció un coche para el equipo Porsche de Jean Behra. Después de la muerte trágica del piloto francés Maria dejó las carreras.
Fue vicepresidenta del Club Internacional de Antiguos Pilotos F1 Grand Prix en 1997 y presidenta del Club de Maserati.

## Resultados

### Fórmula 1
| Año  | Escudería                | 1       | 2       | 3   | 4   | 5      | 6   | 7   | 8   | 9       | 10      | 11  | Pos. | Puntos |
| ---- | ------------------------ | ------- | ------- | --- | --- | ------ | --- | --- | --- | ------- | ------- | --- | ---- | ------ |
| 1958 | Maria Teresa de Filippis | ARG     | MON DNQ | NED | 500 | BEL 10 | FRA | GBR | GER |         | ITA Ret | MAR | NC   | 0      |
| 1958 | Scuderia Centro Sud      |         |         |     |     |        |     |     |     | POR Ret |         |     | NC   | 0      |
| 1959 | Dr Ing F Porsche KG      | MON DNQ | 500     | NED | FRA | GBR    | GER | POR | ITA | USA     |         |     | NC   | 0      |